# Àcid nisínic
L'àcid nisínic, de nom sistemàtic àcid (6Z,9Z,12Z,15Z,18Z,21Z)-tetracosa-6,9,12,15,18,21-hexaenoic, és un àcid carboxílic poliinsaturat de cadena lineal amb vint-i-quatre àtoms de carboni, la qual fórmula molecular és {\displaystyle {\ce {C24H36O2}}}. En bioquímica és considerat un àcid gras ω-3, ja que té un doble enllaç C=C situat entre el carboni 3 i el 4 començant per l'extrem oposat al grup carboxil, i se simbolitza per C24:6 n-3 o C24:6 ω-3, que fa referència al fet que té en total sis enllaços dobles C=C, tots ells en conformació cis.

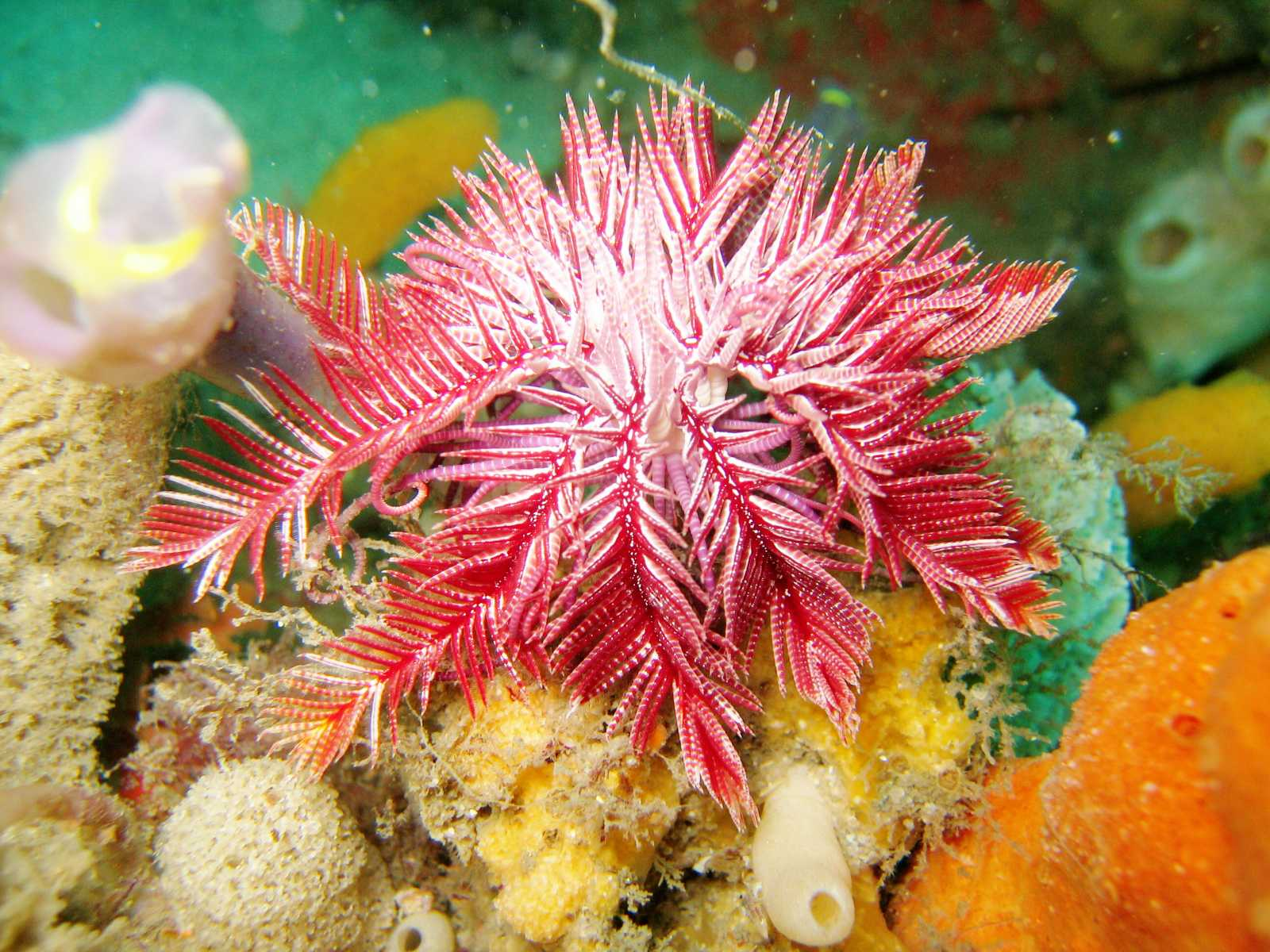
Ptilometra australis (Crinoïdeu)

A temperatura ambient és un sòlid de densitat 0,9452 g/cm³ i índex de refracció 1,5122 a 20 °C. És insoluble en aigua i soluble en benzè, cloroform, metanol, dietilèter i èter de petroli. Fou identificat el 1934, i elucidada la seva estructura el 1935, pels investigadors japonesos Yoshiyuki Toyama i Tomotaro Tsuchyia a l'oli de sardina japonesa (Clupanodon melanostica) i a l'oli de bacallà, al cap d'olla negre, i en el tauró Squalus sucklii. També proposaren el nom àcid nisínic, sense explicar el seu origen. Posteriorment s'ha aïllat en diverses espècies d'equinoderms (crinoïdeus i estrelles de mar amb potes) i en grumers del gènere Aurelia.